# San Vicente de Alcántara
San Vicente de Alcántara es un municipio español de la provincia de Badajoz, en la comunidad autónoma de Extremadura.

## Geografía
Se sitúa en el noroeste de la provincia de Badajoz, en la zona de Comarca de Los Baldíos de Badajoz. Pertenece al partido judicial de Badajoz y a la mancomunidad de la sierra de San Pedro.

## Historia
En la Prehistoria, su término y también el de poblaciones cercanas, estuvieron habitadas, como lo acreditan los monumentos megalíticos encontrados abundando dólmenes, menhires y otros monumentos funerarios, ya en el Neolítico-Calcolítico. 
En la época romana fue numerosa la población diseminada en San Vicente, así lo demuestra el hallazgo de estatuas, mosaicos, aras votivas, tégulas, la existencia de vías romanas de carácter militar(Villavieja), y también villas agrícolas, como la de Los Torrejones, Mayorga, Villavieja.
Los numerosos hallazgos de restos romanos (monedas, estatuas, lápidas de todo tipo, conducciones de agua) evidencian la ocupación de esta zona por quienes nos trajeron el latín.
Ya en la Alta Edad Media, se cree que el asentamiento en esta zona se debió a repoblaciones efectuadas por la Orden de Alcántara a principios del siglo XV, como una pedanía de Valencia de Alcántara.El lugar se llamó San Vicente de Los Vaqueros (según Ramiro Estévez Verdejo) y estas tierras fueron conquistadas a los árabes por el IV Maestre de la Orden de Alcántara Vicente García Sánchez en 1221. 
En 1671 obtuvo la independencia jurídica de la plaza de Valencia de Alcántara, así como la denominación de villa, tras pagar a la Corona la cantidad de 95 000 ducados. Además obtuvo el nombre de San Vicente de Alcántara, pues estas tierras fueron conquistadas a los musulmanes por el IV Maestre de dicha orden, Vicente García Sánchez en 1221. 
A la caída del Antiguo Régimen la localidad se constituye en municipio constitucional en la región de Extremadura. Desde 1834 quedó integrado en el partido judicial de Valencia de Alcántara. En el censo de 1842 contaba con 1360 hogares y 6750 vecinos.
Si en un principio la villa contaba con un reducido término, este fue incrementado con posterioridad en 1836 con las encomiendas de Piedrabuena y Mayorga, cuando San Vicente fue desligada del partido judicial de Valencia de Alcántara e incorporada al partido judicial de Alburquerque. Actualmente la población cuenta con un término de 290,3 km².
El aspecto por el que la población resulta más conocida es la producción y elaboración del corcho, actividad cuya tradición se remonta a 1858, cuando Pedro Moreno, un socio de una casa inglesa que se dedicaba a la comercialización del corcho se estableció en el municipio. Ya en 1872 sería un inglés el Sr. Henry-Bucknall quien instalaría la primera fábrica en la localidad la cual fue comprada por otro inglés el Sr. George Robinson en 1888 y en ella se empieza a manufacturar corcho desde su extracción hasta su transformación en el tapón de corcho, dando con ello empleo a gran parte de la población. Los empresarios catalanes aparecerían más tarde, a comienzos del siglo XX, los cuales dieron un gran empuje al sector corchero y en el que San Vicente destaca hoy como el centro más importante de España.

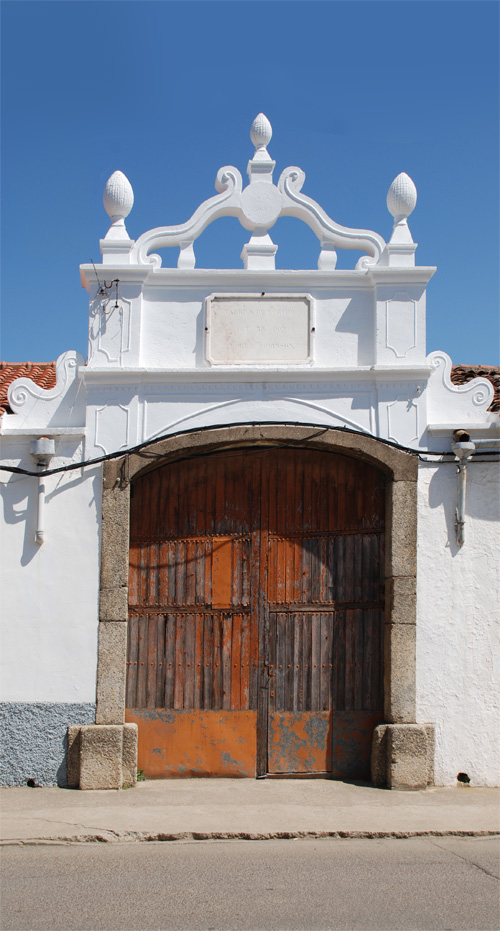
Fábrica George Robinson

San Vicente de Alcántara cuenta en la actualidad con una treintena de empresas en activo, el 65 % de la industria corchera, las cuales dan empleo directo e indirecto a gran parte de la población. El tapón natural, pero en su gran mayoría el aglomerado y tecnológico copan la mayor parte de la producción sanvicenteña, saliendo de la Capital Mundial del Corcho más del 15% de la producción mundial de tapones.

## Demografía
San Vicente de Alcántara cuenta con una población de 5204 habitantes (INE 2024).
| Gráfica de evolución demográfica de San Vicente de Alcántara entre 1842 y 2021                                                                                               |
| |
| Población de derecho según los censos de población del INE. Población de hecho según los censos de población del INE.En estos censos se denominaba San Vicente: 1842 y 1857. |

En su término se encuentran dos antiguas encomiendas:
- Dehesa Mayorga, con 43 habitantes a 1 de enero de 2020[5]
- Dehesa Piedrabuena, con 7 habitantes.[6]

- Residentes en el extranjero a 1 de agosto de 2024; Son 59 personas nacidas en San Vicente de Alcántara las que residen habitualmente o han trasladado al extranjero su residencia habitual.[7]

## Transportes

### Carreteras
-Carretera EX-110, es una vía autonómica de primer orden, enlaza la ciudad de Badajoz, pasando por San Vicente de Alcántara, con la N-521, que pasa por Valencia de Alcántara y llega hasta Portugal.

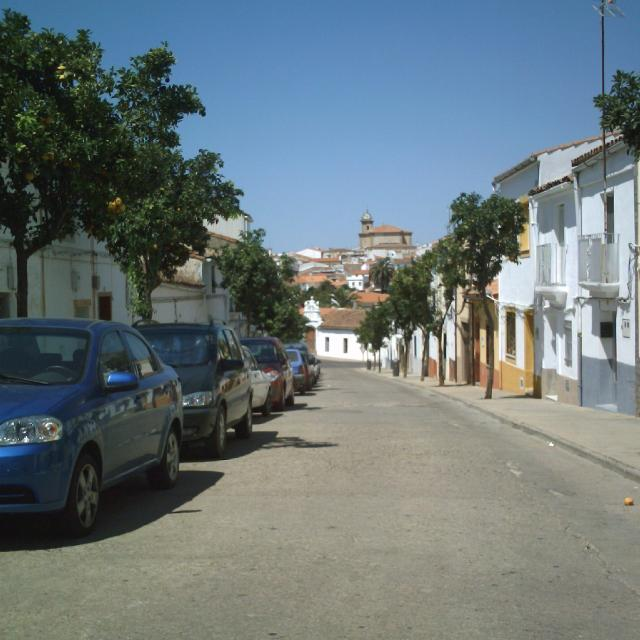
San Vicente de Alcántara (Entrada por la BA-132)

-Carretera provincial BA-132, conduce a la localidad de La Codosera, a 21 km pasando por las pedanías sanvicenteñas de El Convento y La Rocita.
-Carretera provincial BA-133, enlaza el municipio con la localidad cacereña de Salorino, a 20 km.

### Autobús
San Vicente de Alcántara - Badajoz
Empresa DAMAS, SA

### Tren
Hay tres trenes semanales hacia Cáceres y Valencia de Alcántara que efectúan parada en la estación de San Vicente de Alcántara.

## Administración y política
El primer alcalde democrático fue Enrique Santos Herrera, candidato independiente en una coalición de izquierda; posteriormente y en la misma legislatura fue alcalde Joaquín Prieto Cruz, independiente. Le sucedió Antonio Martín Durán, ya del Partido Socialista Obrero Español (PSOE).
A continuación fue alcalde Clodoaldo Fernández Nieto (PSOE), hasta 1987.
Entre los años 1987 y 2007 fue alcalde de la localidad Gabriel Ramón Mayoral Galavís, del Partido Socialista Obrero Español (PSOE).
Actualmente y desde 2007 es alcalde de la localidad Andrés Hernáiz de Sixte (PSOE).

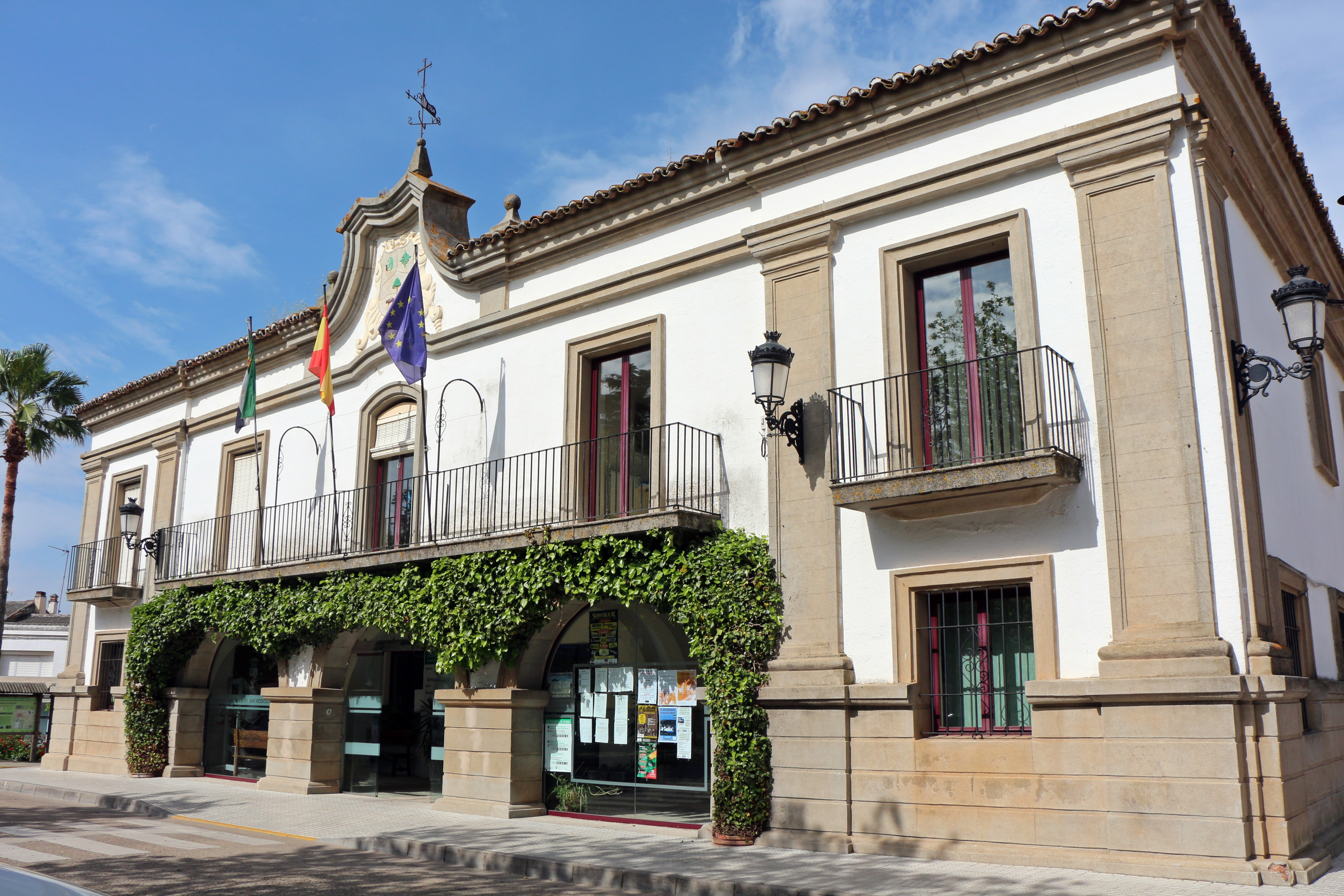
Ayuntamiento de San Vicente de Alcántara

### Alcaldes
- José Ponciano (julio de 1899-abril de 1902)
- Pedro Habela (abril de 1902-enero de 1904)
- Ricardo de Prado (enero de 1904-julio de 1905)
- Demetrio Sama (julio de 1905-enero de 1906)
- Santos Cruz Rabazo (enero de 1906-abril de 1907)
- Martín Duque (abril 1907-julio de 1909)
- Demetrio Sama (julio de 1909-enero de 1910) 2.ª vez
- Emilio Corchero Gallardo (enero de 1910-enero de 1912)
- Francisco Mendoza Saavedra (enero de 1912-febrero de 1913)
- Alejandro Pilo Núñez (febrero de 1913-enero de 1914)
- Juan Ramajo Sama (enero de 1914-agosto de 1915)
- Isidoro Moreno (agosto de 1915-octubre de 1915)
- Francisco Rabazo Rubio (octubre de 1915-enero de 1916)
- Antonio Cid de Rivera (enero de 1916-enero de 1918)
- Miguel Barrantes (enero de 1918-15 de enero de 1918)
- Juan María Manso Muñoz (15 de enero de 1918-abril de 1920)
- Mamerto Sama (abril de 1920-abril de 1922)
- Daniel Moreno (abril de 1922-marzo de 1923)
- Juan Toledano (marzo de 1923-octubre de 1923)
- Ángel Hernáiz García (octubre de 1923-marzo de 1930)
- Zacarías Cordero Talavera (marzo de 1930-julio de 1930 "interino")
- Rogelio de Prado Amatriaín (julio de 1930-mayo de 1931)
- Antonio Sendras (mayo de 1931-marzo de 1934)
- Ramón Camisón (marzo de 1934-febrero de 1936)
- José Pache Muriel (febrero de 1936-marzo 1936)
- José Pizarro Borrega (marzo de 1936-agosto de 1936)
- Pedro Llinás Estévez (agosto de 1936-septiembre de 1936) Pte. Comisión Gestora
- Marcelino Rodríguez Boyero (septiembre de 1936-diciembre de 1937) Primer Gestor
- Demetrio Fargallo Pacheco (diciembre de 1937-septiembre de 1940)
- Luis Carnerero Pizarro (septiembre de 1940-febrero de 1949)
- Roque Ponciano Castaño (febrero de 1949-julio de 1949)
- Alonso Habela Márquez (julio de 1949-octubre de 1954)
- Juan Ramón Castaño Cáceres (octubre de 1954-enero de 1962)
- Celestino Habela Ulloa (enero de 1962-agosto de 1962)
- Santos Sama Riafrecha (agosto de 1962-febrero de 1974)
- Félix Chaparro Salgado (julio de 1974-abril de 1979)
- Enrique Santos Herrera (abril de 1979-noviembre de 1982) PCE
- Joaquín Prieto Cruz (noviembre de 1982-mayo de 1983) Candidato independiente
- Antonio Martín Durán (mayo de 1983-febrero de 1986) PSOE
- Clodoaldo Fernández Nieto (febrero de 1986-junio de 1987) PSOE
- Gabriel Ramón Mayoral Galavís (junio de 1987-junio de 2007) PSOE
- Andrés Hernáiz de Sixte (junio de 2007-actualidad) PSOE

## Cultura

### Patrimonio
San Vicente tiene en sus alrededores dólmenes muy bien conservados, siendo el llamado de La Galana el más conocido. El conjunto megalítico del término municipal de San Vicente de Alcántara consta de nueve dólmenes y forma parte del grupo de 48 megalitos conocidos actualmente en el oeste de Extremadura y que, cronológicamente, se sitúan entre el IV y el III Milenio a. J.C. Pertenecen a las épocas Neolítica y Calcolítica.
Como realización artística, sobresale la iglesia parroquial católica bajo la advocación de San Vicente Mártir, en la Archidiócesis de Mérida-Badajoz. Erigida en la segunda mitad del siglo XVIII sobre otra anterior. Presenta la tipología característica de las iglesias barrocas erigidas en dicho siglo en la Alta Extremadura y en el Alentejo Portugués. Está edificada en estilo de transición al neoclásico. La obra constituye una realización de grandes proporciones, con planta de cruz latina y testero cuadrangular; consta de nave única dividida en cuatro tramos separados por estrechas pilastras, de sillares graníticos, geométricas y de orden toscano sobre las que se apoyan arcos fajones de medio punto apenas salientes. Las cubiertas de la nave, al igual que las de los brazos del crucero, presbiterio y sotocoro, son de cañón con lunetos, sobre pilastras graníticas de orden toscano. En el crucero se levanta una cúpula semiesférica sobre pechinas. En el tramo de los pies se sitúa el coro. Sobre el costado de la Epístola, en la cabecera, se encuentra la sacristía; y a los pies una somera torre cuadrangular. La obra resulta muy semejante, en cuanto a su estructura y realización, a la parroquial de la vecina localidad portuguesa de Castelo de Vide. Al exterior destaca la fachada principal de severo diseño según el gusto neoclásico y sobre todo su portada, que se atiene a un esquema clasicista y con una decoración rococó única en Extremadura, adintelada y precedida de escalinata. A ambos lados aparecen pilastras de sillares, consistiendo la coronación en un frontón partido sobre acusada cornisa. En el lado de la Epístola se yergue la torre, con dos cuerpos de mampostería y ángulos de sillería, y de elaborada coronación. En el interior destaca el retablo baldaquino del siglo XVIII, y la talla del Jesús Nazareno, de 1634, obra del escultor Sebastián de Paz, ambos procedentes de la iglesia conventual de San Benito de Alcántara tras su desamortización.
Aunque se dice que la parroquia estuvo bajo la advocación de Santa María antes de la construcción actual, no es cierto, pues en los libros parroquiales conservados no se menciona esta advocación y sí la de San Vicente. Sin embargo, no siempre San Vicente Mártir copó el altar mayor, pues en él también se veneró la imagen de Nuestra Señora de los Dolores. De hecho, en el interior se encuentra una reliquia del mártir San Vicente.
Otro de los templos sanvicenteños es la ermita de Nuestra Señora de Fátima, situada en el paraje de los Canchos Blancos. En 1951, Don Félix Domínguez, el párroco de San Vicente, quiso que la Virgen tuviera templo propio: adquirió la imagen de Nuestra Señora de Fátima y levantó la ermita, que fue inaugurada el 21 de octubre de 1954. Esta nueva ermita cuenta con una amplia nave, y un camarín por donde se aloja la Virgen, en la capilla lateral se encuentra el Sagrado Corazón de Jesús. A los pies se encuentra el Coro y al exterior presenta una esbelta torre y un porche. La obra fue realizada por el arquitecto Francisco Vacas. 
Especial interés ofrece la antigua ermita de Santa Ana, erigida en 1708 y declarada Bien de Interés Cultural, obra de reducidas proporciones cuya arquitectura interior, de acusado barroquismo, se halla cubierta con pinturas decorativas que desarrollan un completo programa iconográfico de figuras y otros motivos, fechable hacia 1760, que ocupan tanto la nave como el presbiterio. 
Restos del antiguo convento de franciscanas, se preservan en la calle Cantos Molina. Consiste en un patio interior de dos plantas, con grandes arcos de medio punto y claustro, además de algunas dependencias anejas, configurando un conjunto espacial y volumétrico de original atractivo formal, actualmente convertido en Casa de la Cultura.
El Castillo de Mayorga enclavado en un escarpado cerro de la sierra de San Pedro, varios kilómetros al sur de la localidad, es de incierto origen, posiblemente musulmán, perteneciendo luego a la Orden de Alcántara (Encomienda de Mayorga) desde que la zona fuera reconquistada en el siglo XIII. Durante el siglo XV fue uno de los escenarios de la rebelión de D. Alonso de Monroy contra la Orden de Alcántara, episodio que perduró en el tiempo aunándose con la guerra por el trono castellano entre Isabel y Juana la Beltraneja, lanzándose razias desde allí y con gentes de Portugal contra los pueblos extremeños seguidores de los Reyes Católicos. Acabada la guerra, Isabel y Fernando decidieron asumir el maestrazgo de las Encomiendas fronterizas, incluida la de Mayorga, ante el peligro de que las mismas se aliasen con la Corona portuguesa. Durante el siglo XVI el castillo fue sometido a diversas obras y mejoras en su estructura, hasta que en el siglo XVII, durante la Guerra de Independencia portuguesa, fue destruido por las tropas del país vecino tras ocupar la zona y durante la retirada de la misma. El castillo, de planta rectangular y adaptado a las condiciones irregulares del terreno, conserva varios de sus muros así como la puerta de acceso al mismo, en su flanco oriental. Un potente torreón sigue en pie al sureste del monumento, así como restos de la Torre del Homenaje, donde algunas ventanas persisten y con ellas restos de esgrafiados que decoraban las paredes internas de la misma.
El Castillo de Piedrabuena está incluido dentro de la Ruta de los Castillos de Extremadura y está situado en la vertiente sur del Torrico de San Pedro, en la zona de fortalezas estratégicas de la Orden de Alcántara. 
En este castillo, se da la fusión de conceptos de arquitectura militar y palaciega, con la adición moderna de elementos renacentistas y los góticos de la Edad Media. En el siglo XX se introdujeron reformas de cierto sabor romántico y neogótico. 
Su implantación en llano, delata su construcción posterior a la reconquista, es un castillo jurisdiccional, sus elementos defensivos corresponden a la mentalidad de la Edad Media y de la Edad Moderna, torres y aspilleras, barbacana, matacanes, troneras. Y también residencial y señorial: con aposentos, patio claustrado, galerías, corredores y blasones. 
Su construcción se sitúa a finales del siglo XIII (momento en el que ya figura como cabeza de una encomienda de la Orden de Alcántara) y la segunda mitad del siglo XVI. 
Lo más antiguo son el recinto y torres, de comienzos del siglo XIV (incluso a finales del XIII), Torre del Rey, Torre de la Cárcel (cuatro) y otras tres semicilíndricas y humildes, en sillería y mampostería. 
Tuvo importantes maestros de la Orden de Alcántara, como  Pedro de Ybarra, Juan Bravo y Alonso Durán. Hoy en día su titularidad es privada.
En el centro de la localidad se exhibe desde el 20 de enero de 1990 una escultura realizada en bronce, obra del escultor Ricardo García Lozano que homenajea a los trabajadores de todos los tiempos del sector del corcho, principal motor económico de la localidad.

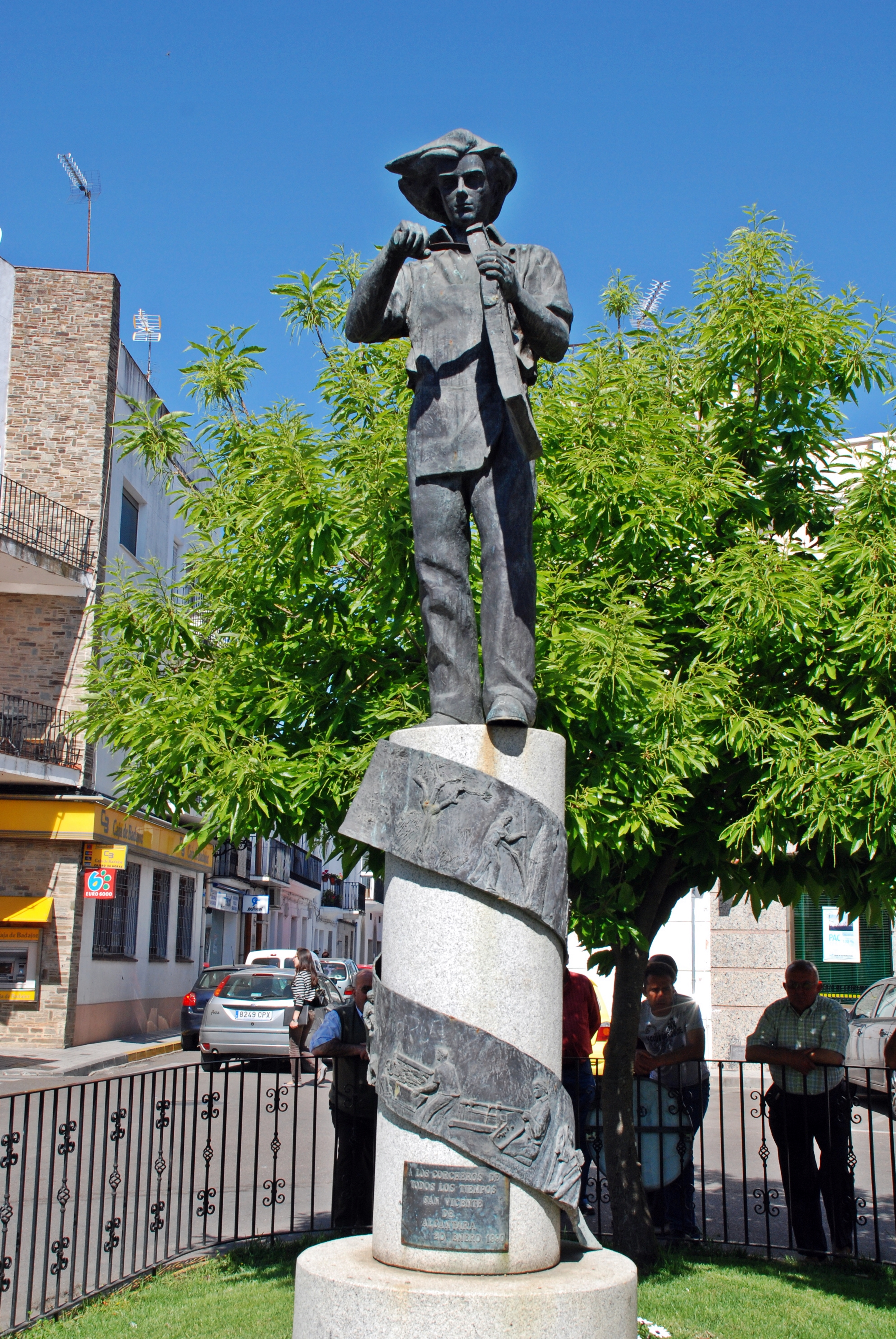
Monumento al Corchero

### Espacios culturales
Casa de la Cultura Ángel Campos
Restos del antiguo convento de franciscanas, configurando un conjunto espacial y volumétrico de original atractivo formal reconvertido en la Casa de la Cultura de la localidad y que lleva desde 2009 el nombre del póeta y traductor sanvicenteño. 
Museo del Corcho
Desde 2008 la localidad cuenta con un museo de identidad del corcho que pertenece a la Consejería de Educación y Cultura de la Junta de Extremadura y que es gestionado según convenio de colaboración con el Ayuntamiento de San Vicente de Alcántara.
Centro de interpretación de la naturaleza (Álas)
El centro es un espacio creado para que los visitantes se introduzcan en la variedad y riqueza natural de la sierra de San Pedro
Museo de Historia y Cultura Sanvicenteña
En este museo puede verse una exposición de enseres, herramientas y artículos varios de la localidad desde sus orígenes hasta la actualidad repasando con ello su historia.

### Fiestas y eventos
- San Vicente Mártir: 22 de enero.

De origen desconocido, aunque debe estar relacionado con el martirio sufrido por San Vicente.
No se sabe la fecha de inicio de esta tradicional fiesta.
Durante varios meses antes, los chicos de la localidad recogen ramas, principalmente de olivo de los campos limítrofes, hasta conseguir el mayor número posible, las cuales van juntando para que la víspera de la fiesta su hoguera ostente el título de la de mayor tamaño. La noche del 21 de enero, tras la procesión del santo patrón San Vicente Mártir y de un repique de campanas, los chicos dan fuego a las inmensas hogueras. Con un trozo de corcho, se mascarran la cara y salen en pandilla por todo el pueblo para tiznar a todo aquel que vean.
- Romería de la Virgen de Mayorga: 1 de mayo.

El primer domingo de mayo se saca a la Virgen del Valle y de la Vega de la Vega de Mayorga, que se encuentra en la capilla del cortijo de la finca de Mayorga, por los alrededores. Las gentes del pueblo asisten a misa y a la procesión, se llevan comida y pasan el día en el campo.
- Romería de la Virgen de Fátima: segundo domingo de mayo.

El primer domingo de mayo se baja a la Virgen en procesión y se coloca en la iglesia parroquial de San Vicente Mártir. Una semana después, se la devuelve a su ermita en procesión, las mujeres engalanadas con mantilla y las niñas con traje regional acompañan a la Virgen con cantos. Ya en los Canchos Blancos, se celebra la misa y comienza la fiesta, se realiza una tómbola, se abren casetas y atracciones y durante todo el día San Vicente se desplaza a la ermita para venerar a la Virgen.
- Romería de San Isidro: fin de semana del 15 de mayo.

La tarde anterior, por las calles de la localidad se realiza un desfile de carrozas engalanadas para tal fin, acompañados por la imagen de San Isidro Labrador. La noche anterior y ya en La Vega del Madroñal, comienzan los festejos con una verbena durante toda la noche. Por la mañana salen las carrozas desde San Vicente en dirección a La Vega, donde se celebra una misa en honor del Santo y se procesiona a este. Una vez finalizados los actos religiosos, comienzas juegos populares organizados por la Cofradía donde priman la participación y la diversión.
- Día del Corpus (declarada fiesta de interés turístico regional en 2010).

La madrugada del domingo, los vecinos de las calles por donde pasa la procesión, con la colaboración de todos los que desean, engalanan las calles por donde pasará el Corpus. La forma de decorar las calles es a base de grandes alfombras elaboradas con serrín de corcho y madera teñidos con colores vivos. Dichas alfombras gozan de un fabuloso diseño con motivos florarles y dibujos alusivos a la celebración. Cada calle tiene su propio estilo y es digno de visitarlas antes de la procesión, puesto que su vida es efímera, ya que al finalizar el desfile procesional quedan totalmente destruidas. Antes la Custodia era portada a hombros, para después pasar a ser portada por el párroco bajo palio y finalmente en la actualidad volver a llevarse a hombros.
- San Cristóbal.

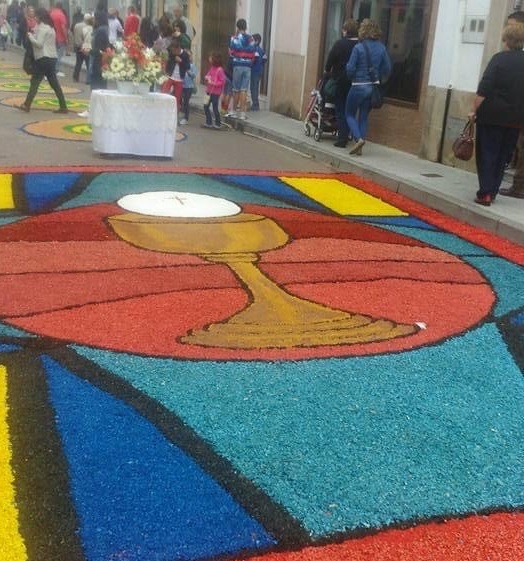
Corpus Christi San Vicente de Alcántara

El viernes comienzan los festejos con juegos y concursos para los niños. El sábado por la noche se celebra una verbena popular, y el domingo por la mañana en el parque de España se conmemora la misa en honor al Santo.
Una vez concluida acompañan al Santo en procesión por la localidad todos los vehículos de los vecinos (camiones, coches, tractores, motocicletas, bicicletas, etc.) escoltándolo al toque de claxon. La procesión se dirige a la Cruz de la Charca donde se invita a los asistentes a sangría. La procesión concluye en la ermita de San Cristóbal. Los festejos finalizan con una comida de hermanamiento.
- Fiestas del Corcho San Miguel.

Último fin de semana de septiembre, con el día 29 como fiesta local.
Anteriormente se celebraban en San Vicente dos Ferias, una en verano que tenía lugar en agosto y otra en septiembre que era para el Ganado, posteriormente se decidió suprimir la feria de agosto para ampliar la de septiembre y tomar el nombre de Fiestas del Corcho, siendo así las ferias más importantes de la comarca.
- Día de Las Castañas Día de Todos los Santos.

El día de todos los Santos se celebra una popular reunión en la que los vecinos se reúnen y asan castañas compartiendo una jornada destinada a la diversión.
Feria Internacional del Corcho (FICOR)
Se celebra desde el año 2013 y durante tres días es el punto de encuentro de todos los profesionales implicados en el mundo del corcho y el vino. También muestra la importancia de la cultura asociada al corcho junto con los valores ambientales propios de este producto, como es la sostenibilidad, contribuyendo con ello a la conservación del ecosistema alcornocal.
Suberocio
La Feria de Ocio Infantil y Juvenil “SuberOcio” inunda de niños y jóvenes el Pabellón Multiusos y el parque de España de la Capital del Corcho cada Navidad.
Este evento es un referente comarcal por su programación, la cual aglutina desde una pista de hielo y atracciones hinchables hasta talleres, actividades de aventura, concursos, pintacaras, cine o actuaciones musicales.
Carnaval Chico
Tal es el espíritu carnavalero de la ciudad del corcho, que la semana siguiente a la festividad del Carnaval, lo que en la localidad se conoce como “sábado y domingo de Piñata”, se celebra el Carnaval Chico.
Hasta el municipio llegan las mejores murgas y comparsas del Carnaval de Badajoz, (Fiesta de Interés Turístico Nacional e Internacional). La tarde del sábado se dedica a las actuaciones de las murgas en el Pabellón Multiusos, y la mañana del domingo se llena de color con el desfile de las comparsas por las principales calles sanvicenteñas. 
Jornadas Micológicas
En otoño los aficionados a la micología se citan en la celebración de las jornadas micológicas Sierra de San Pedro–Sierra del Naranjal que se llevan a cabo bajo la dirección del Museo de Identidad del Corcho y del centro de interpretación de la sierra de San Pedro Alas.
La Noche en Blanco
Es la noche por excelencia de la cultura en San Vicente de Alcántara. Conciertos, exposiciones, competiciones deportivas, rutas guiadas, desfiles y pasacalles, exhibiciones, apertura de monumentos, teatro o actividades infantiles son una pequeña muestra del amplio abanico de posibilidades que la Noche en Blanco ofrece en distintos puntos de la población.
Festivales de Música
- Suberock (concurso de maquetas y festival rock)[13]
- Semana del Folklore (finales de enero,coincidiendo con la festividad del día del patrón)[14]
- Certamen de Cante Villa de San Vicente[15]
- La Raya Rock (festival de rock y acampada gratuito) [16]

### Gastronomía
- Mondongas; Carne gorda, bofe, sangre, ajo, sal, cebolla, pimentón y hortelana.
- Comineras; Carne gorda, sal, ajo, sangre, pimentón y comino.
- Melonas; Carne gorda, pimentón, agua, sal, melón de comer cocido (calabaza) y ajo.
- Patateras "colorás"; Carne gorda, pimentón, agua, sal, patatas cocidas y ajo.
- Patateras blancas; Carne entrebolá, ajo, aguas, sal, vino blanco, pimienta y canela.
- Boferas; Carne gorda, bofes (pulmones, corazón, etc.), agua, sal, ajo y pimentón.
- Morcilla de cabeza; Carne de cabeza, pimentón, agua, sal y ajo.
- Chorizo de huesos; Carne entrebolá, huesos picados, ajo, sal, pimentón y agua.
- Buche; Orejas encalladas, costillas, rabo, pestorejo, lengua, huesos de paletilla, el alma (esternón), ajo, pimentón y agua.
- Ájili-mójili; Con ajo, perejil, pimiento rojo seco machado, cebolla, vinagre, sal y agua se prepara un caldo al que se le añaden, una vez picados, carne de carrileras y algún trozo de presa asada y un poco de hígado asado machado.
- Sesada; Carne magra, seso, riñones, pimientos rojos secos, pan picado, canela, cebolla, ajo, perejil, pimienta molida, aceite, sal, pimentón, laurel y agua.
- Tomatá de mondongas; Aceite, cebolla, ajo, tomate fresco, pimientos verdes, sal y mondonga (especie de morcilla).
- Gazpacho de poleos; Elaborado con las hojas del poleo majadas con carne de pimientos secos, ajo, huevos cocidos y pan preferiblemente de tres o cuatro días atrás.

Aparte de la matanza del cerdo, existen también otras comidas muy populares entre los sanvicenteños como es el caso de la chanfaina, preparada a base de sangre cocida, tripas y buche de chivo o borrego, sofrito de ajo, cebolla, perejil, hortelana, laurel, pimiento rojo seco, pimentón y huevos cocidos.

### Dulces
- Los bollos de Pascua. Se prepara una masa de harina, aceite de oliva, azúcar y ración de aguardiente, una pastilla de levadura, anís en rama, yerbaluisa, palos de canela y cáscaras de naranja. Cuando la masa está crecida se hacen porciones con las formas tradicionales, redondas o en roscas, se ponen en latas, se untan con clara de huevo y se espolvorean con azúcar antes de ser introducidos en el horno. Este dulce dio nombre a la romería que el martes siguiente al Domingo de Pascua, se celebraba en las proximidades del regato de Canito (una ribera cerca de la localidad), el día de los Bollos.
- Las perrunillas. Masa de base de manteca de cerdo, azúcar, huevos, levadura, ralladura de limón, harina y aguardiente. Después de amasado todo se dispone en latas y se pasan en el horno.
- Los joriños. Masa compuesta de huevos, aceite, ralladura de limón, anís en grano, levadura, harina, sal. Una vez realizada la masa, se fríen en aceite.
- Los cocos. Masa de vino, aceite, aguardiente, harina, sal. Una vez fritos, se envuelven en azúcar y canela.
- Empanadas. Harina, levadura y azúcar para hacer la masa. Para el relleno, huevo, harina y azúcar. Se hacen porciones de la masa que se rellenan con el bizcocho para posteriormente freírlo. Espolvorear con azúcar.

Como bebida, el tradicional resóleo, un preparado a base de aguardiente, azúcar y café o limón.